# 1.º Exército (Alemanha)
O 1º Exército foi formado em 26 de agosto de 1939 em Wehrkreis XII.
Após participou na Invasão da França em 1940. Permaneceu na França tendo o dever de cuidar a costa Atlântica desde o rio Loire até à fronteira espanhola. Previa-se forças para a Operação "Anton", a ocupação da França de Vichy em novembro de 1942. Depois de recuar através da França em agosto-setembro de 1944, o 1º Exército travava uma batalha defensiva prolongada na Lorena. Tomou parte na Operação "Nordwind," falhou a ofensiva na Alsácia em dezembro de 1944 e janeiro de 1945, e, após o recuo do Estado do Sarre-Palatinado, recuou novamente para além do rio Reno. Forçado novamente na Baviera, se entregou para as forças dos Estados Unidos em 8 de maio de 1945.

## Comandantes
- Generalfeldmarschall Erwin von Witzleben (26 de agosto de 1939 - 25 de outubro de 1940)[2]
- Generaloberst Johannes Blaskowitz (25 de outubro de 1940 - 10 de maio de 1944)
- General der Panzertruppe Joachim Lemelsen (10 de maio de 1944 - 2 de junho de 1944)
- General der Infanterie Kurt von der Chevallerie (2 de junho de 1944 - 5 de setembro de 1944)
- General der Panzertruppe Otto von Knobelsdorff (5 de setembro de 1944 - 30 de novembro de 1944)
- General der Infanterie Hans von Obstfelder (30 de novembro de 1944 - 28 de fevereiro de 1945)
- General der Infanterie Hermann Foertsch (28 de fevereiro de 1945 - 6 de maio de 1945) (POW)
- General der Kavallerie Rudolf Koch-Erpach (6 de maio de 1945 - 8 de maio de 1945)

## Chiefs of Staff
- Generalmajor Friedrich Mieth (26 Agosto 1939 - 5 Fev 1940)[2]
- Generalmajor Carl Hilpert (5 Fev 1940 - 25 Oct 1940)
- Generalmajor Edgar Röhricht (25 Oct 1940 - 16 de junho de 1942)
- Generalmajor Anton-Reichard Freiherr von Mauchenheim genannt Bechtolsheim (16 de Junho de 1942 - 1 Ago 1943)
- Oberst Gerhard Feyerabend (1 Agosto 1943 - 10 Sep 1944)
- Oberst Willi Mantey (10 Sep 1944 - 7 Dezembro 1944)
- Oberst Walter Reinhard (7 Dezembro 1944 - 20 Fevereiro 1945)
- Generalmajor Wolf Rüdiger Hauser (20 Fevereiro 1945 - 8 de maio de 1945)

## Oficiais de operações
- Oberst Gustav Harteneck (26 de agosto de 1939 - 7 de novembro de 1940)[2]
- Oberst Kurt Adam (10 de novembro de 1940 - 30 de setembro de 1941)
- Oberst Lothar Schäfer (30 de setembro de 1941 - 25 de novembro de 1942)
- Oberstleutnant Hans Gronemann-Schoenborn (25 de novembro de 1942 - dezembro 1942)
- Oberst Markert (dezembro de 1942 - abril 1943)
- Major Walter Carganico (abril 1943 - novembro de 1943)
- Oberst Albert Emmerich (15 de novembro de 1943 - 8 de maio de 1945)

## Área de operações
- Frente Ocidental (Agosto 1939 - maio de 1945)[2]

## Ordem de Batalha
1 de Setembro de 1939
- À disposição do 1º Exército
- 75ª Divisão de Infantaria
- 209ª Divisão de Infantaria
- 214ª Divisão de Infantaria
- 223ª Divisão de Infantaria
- 231ª Divisão de Infantaria
- 246ª Divisão de Infantaria
- XII Corpo de Exército
- 79ª Divisão de Infantaria
- 34ª Divisão de Infantaria
- 15ª Divisão de Infantaria
- 52ª Divisão de Infantaria
- Generalkommando der Grenztruppen Saarpfalz
- 6ª Divisão de Infantaria
- 36ª Divisão de Infantaria
- 9ª Divisão de Infantaria
- IX Corpo de Exército
- 71ª Divisão de Infantaria
- 25ª Divisão de Infantaria
- 33ª Divisão de Infantaria

8 de Junho de 1940
- 1.À disposição do 1º Exército
- 79ª Divisão de Infantaria
- 168ª Divisão de Infantaria
- 197ª Divisão de Infantaria
- 198ª Divisão de Infantaria
- XXXXV Corpo de Exército
- 167ª Divisão de Infantaria
- 95ª Divisão de Infantaria (parte)
- XXX Corpo de Exército
- 258ª Divisão de Infantaria
- 93ª Divisão de Infantaria(parte)
- XII Corpo de Exército
- 75ª Divisão de Infantaria
- 268ª Divisão de Infantaria
- XXIV Corpo de Exército
- 60ª Divisão de Infantaria
- 252ª Divisão de Infantaria
- Höheres Kommando zbV XXXVII
- 257ª Divisão de Infantaria
- 262ª Divisão de Infantaria
- 215ª Divisão de Infantaria
- 246ª Divisão de Infantaria

15 de Novembro de 1942
- À disposição do 1º Exército
- 7ª Divisão Panzer
- 327ª Divisão de Infantaria
- LXXX Corpo de Exército
- 15ª Divisão de Infantaria
- 708ª Divisão de Infantaria
- 715ª Divisão de Infantaria
- 344ª Divisão de Infantaria

15 de maio de 1944
- À disposição do 1º Exército
- 11ª Divisão Panzer
- LXXX Corpo de Exército
- 158ª Divisão de Infantaria
- 708ª Divisão de Infantaria
- LXXXVI Corpo de Exército
- 159ª Divisão da Reserva
- 276ª Divisão de Infantaria (em transição)

15 de Julho de 1944
- À disposição do 1º Exército
- 11ª Divisão Panzer
- LXX Corpo de Exército
- 158ª Divisão de Infantaria
- 708ª Divisão de Infantaria
- LXXXVI Corpo de Exército
- 159ª Divisão da Reserva

15 de Agosto de 1944
- LXXXI Corpo de Exército
- 331ª Divisão de Infantaria
- Kampfgruppe 5. Fallschirmjäger-Division
- 352ª Divisão de Infantaria
- LXIV Corpo de Exército
- 16. (159. Reserva) Divisão de Infantaria
- 159ª Divisão da Reserva
- Sperr-Verband Haeckel

31 Agosto 1944
- À disposição do 1º Exército
- 352ª Divisão de Infantaria
- LXXXII Corpo de Exército
- LXXX Corpo de Exército
- 1. SS-Panzer-Division “Leibstandarte SS Adolf Hitler”
- 12.SS-Panzer-Division “Hitler Jugend”
- Panzer-Lehr-Division (parte)
- 26. SS-Panzer-Division
- 27. SS-Panzer-Division
- 17. SS-Panzergrenadier-Division “Götz von Berlichingen”
- XXXXVII Corpo Panzer
- 15. Panzergrenadier Division
- 3. Panzergrenadier Division

16 de Setembro de 1944
- LXXX Corpo de Exército
- 5. Fallschirmjäger-Division
- Kampfgruppe Panzer-Lehr-Division
- 48ª Divisão de Infantaria
- LXXXII Corpo de Exército
- 19. Grenadier Division
- 36. Grenadier Division
- 559. Grenadier Division
- XIII Corpo de Exército SS
- Divisão Nr. 462
- 17. SS-Panzergrenadier-Division “Götz von Berlichingen”
- 3. Panzergrenadier Division
- 15. Panzergrenadier Division
- 553. Grenadier Division
- Panzer-Brigade 106 "Feldherrnhalle"

28 de Setembro de 1944
- LXXXII Corpo de Exército
- 48ª Divisão de Infantaria
- 559. Grenadier Division(parte)
- 19. Grenadier Division
- Divisão Nr. 462
- 17. SS-Panzergrenadier-Division “Götz von Berlichingen”
- XIII Corpo de Exército SS
- 3. Panzergrenadier Division
- 553. Grenadier Division
- 559. Grenadier Division + Panzer-Brigade 106 "Feldherrnhalle"

13 de Outubro de 1944
- LXXXII Corpo de Exército
- 416ª Divisão de Infantaria
- 19. Volksgrenadier Division
- 462ª Divisão de Infantaria
- XIII. SS-Armeekorps
- 17. SS-Panzergrenadier-Division “Götz von Berlichingen”
- 553. Volksgrenadier Division
- 559. Volksgrenadier Division
- 48ª Divisão de Infantaria

5 de Novembro de 1944
- À disposição do 1º Exército
- 11ª Divisão Panzer
- LXXXII Corpo de Exército
- 416ª Divisão de Infantaria
- 19. Volksgrenadier Division
- 462. Volksgrenadier Division
- 17. SS-Panzergrenadier-Division “Götz von Berlichingen
- 49ª Divisão de Infantaria
- XII. SS-Armeekorps
- 48ª Divisão de Infantaria
- 59. Volksgrenadier Division
- LXXXIX Corpo de Exército
- 361. Volksgrenadier Division
- 553. Volksgrenadier Division

26 de Novembro de 1944
- À disposição do 1º Exército
- LXXXIX Corpo de Exército
- 553. Volksgrenadier Division
- 245ª Divisão de Infantaria
- 256. Volksgrenadier Division
- LXXXII Corpo de Exército
- 416ª Divisão de Infantaria
- 19. Volksgrenadier Division
- 48ª Divisão Panzer
- XIII. SS-Armeekorps
- 48ª Divisão de Infantaria
- 559. Volksgrenadier Division
- 347ª Divisão de Infantaria
- 36. Volksgrenadier Division
- 17. SS-Panzergrenadier-Division “Götz von Berlichingen”
- 11ª Divisão Panzer
- Höhrer Kommandeur Vogesen
- Gruppe Bayerlein: 361. Volksgrenadier Division, Panzer-Lehr-Division
- Kampfgruppe 25. Panzergrenadier Division

31 de Dezembro de 1944
- À disposição do 1º Exército
- Divisão Nr. 526
- 559. Volksgrenadier Division
- 36. Volksgrenadier Division
- 17. SS-Panzergrenadier-Division “Götz von Berlichingen”
- Kampfgruppe 25. Panzergrenadier Division
- 21ª Divisão Panzer
- XIII. SS-Armeekorps
- 347ª Divisão de Infantaria
- 19. Volksgrenadier Division
- LXXXII Corpo de Exército
- 416ª Divisão de Infantaria
- LXXXX Corpo de Exército
- 257. Volksgrenadier Division
- Gruppe Hoehne (LXXXIX Corpo de Exército)
- 361. Volksgrenadier Division
- 245ª Divisão de Infantaria
- 256. Volksgrenadier Division

21 de Janeiro de 1945
- À disposição do 1º Exército
- Divisão Nr. 526
- LXXXII Corpo de Exército
- 416ª Divisão de Infantaria
- 11ª Divisão Panzer
- 719ª Divisão de Infantaria
- 347ª Divisão de Infantaria
- XIII. SS-Armeekorps
- 19. Volksgrenadier Division
- 17. SS-Panzergrenadier Division “Götz von Berlichingen”
- 559. Volksgrenadier Division
- LXXXX Corpo de Exército
- 257. Volksgrenadier Division
- 6. SS-Gebirgs-Division “Nord”
- 256. Volksgrenadier Division
- 36. Volksgrenadier Division
- LXXXIX Corpo de Exército
- 245ª Divisão de Infantaria
- Divisão Rässler
- 48ª Divisão Panzer
- 25. Panzergrenadier Division
- 47. Volksgrenadier Division

1 de Março de 1945
- À disposição do 1º Exército
- Divisão Nr. 526
- Divisão Rässler
- LXXXII Corpo de Exército
- 256. Volksgrenadier Division
- 2. Gebirgs Division
- 416ª Divisão de Infantaria
- 6. SS-Gebirgs-Division “Nord”
- LXXXV. Armeekorps
- 719ª Divisão de Infantaria
- 347ª Divisão de Infantaria
- 559. Volksgrenadier Division
- XIII. SS-Armeekorps
- 19. Volksgrenadier Division
- 17. SS-Panzergrenadier-Division “Götz von Berlichingen”
- LXXXX Corpo de Exército
- 16 Volksgrenadier Division
- 36. Volksgrenadier Division
- 47. Volksgrenadier Division
- LXXXIX Corpo de Exército
- 257. Volksgrenadier Division
- Divisão Nr. 905

12 de Abril de 1945
- XIII. SS-Armeekorps
- Panzer-Brigade von Hobe
- Divisão "Bayern"
- 79.Volksgrenadier Division
- 212. Volksgrenadier Division
- Stab 9. Volksgrenadier Division
- Divisão de Infantaria “Alpen”
- Divisionsstab zbV 616
- XIII Corpo de Exército
- 553. Volksgrenadier Division
- 17. SS-Panzergrenadier-Division “Götz von Berlichingen
- 246. Volksgrenadier Division
- 19. Volksgrenadier Division
- 2. Gebirgs Division

30 de Abril de 1945
- XIII Corpo de Exército
- 198ª Divisão de Infantaria
- 19. Volksgrenadier Division
- 553. Volksgrenadier Division
- XIII. SS-Armeekorps
- 38. SS-Grenadier Division “Nibelungen” (Junkerschule Tölz)
- 212. Volks-Grenadier-Division Volks-Grenadier-Divisão
- 2. Gebirgs Division
- 17. SS-Panzergrenadier Division “Götz von Berlichingen”
- Divisionsgruppe von Hobe
- Division zbV 350
- LXXXII Corpo de Exército
- 36ª Divisão de Infantaria
- 416ª Divisão de Infantaria

## Notáveis membros
- Erwin von Witzleben (ativo na resistência contra Hitler e executado depois do fracasso do golpe de 20 de julho).